# Solikamsk
Solikamsk è una città della Russia europea nordorientale, appartenente al Territorio di Perm'; è il capoluogo del rajon Solikamskij, pur essendone amministrativamente separata.
Sorge nella parte centro-settentrionale del kraj, sulla riva destra della Kama (su una sponda del bacino di Votkinsk), 368 chilometri a nord del capoluogo regionale Perm'.
La città venne fondata nel 1430 come centro per lo sfruttamento di importanti miniere di sale; questa origine spiega il nome della città, che deriva infatti dalla parola russa соль (sol'), che significa sale. La città si sviluppò a partire dal XVII secolo come centro commerciale sulla via che conduceva in Siberia, e dalla metà dello stesso secolo come centro industriale per l'estrazione e la lavorazione del rame, estratto in alcune miniere non lontane. Vi nacque Fëdor Evtichievič Zubov. 
Da qui partiva la strada carovaniera conosciuta come via di Babinov, che attraversava gli Urali e terminava nel villaggio di Verchotur'e.